# Омервал
Омервал (фр. Aumerval) насеље је и општина у североисточној Француској у региону Север-Па д Кале, у департману Па де Кале која припада префектури Арас.
По подацима из 2011. године у општини је живело 199 становника, а густина насељености је износила 58,19 становника/km². Општина се простире на површини од 3,42 km². Налази се на средњој надморској висини од 132 метара (максималној 180 m, а минималној 98 m).

## Демографија
| 1962. | 1968. | 1975. | 1982. | 1990. | 1999. | 2011. |
| ----- | ----- | ----- | ----- | ----- | ----- | ----- |
| 208   | 224   | 212   | 190   | 173   | 191   | 199   |

График промене броја становника у току последњих година